# Gluten Free Ebola
"Gluten Free Ebola" é o segundo episódio da décima oitava temporada da série de desenho animado estadunidense South Park, e o de número 249 da série em geral. Escrito e dirigido por Trey Parker, co-criador do seriado, foi transmitido originalmente em 1 de outubro de 2014 através do canal de televisão Comedy Central. No episódio, os meninos de South Park decidem fazer uma festa para reconquistar a popularidade na escola, enquanto o país entra em pânico por causa dos perigos do glúten. "Gluten Free Ebola" satiriza a tendência da dieta do estilo de vida sem glúten, as constantes mudanças recomendadas para o padrão da dieta ocidental e a atual pirâmide alimentar.

## Produção e referências culturais
Transmitida pelo Comedy Central desde 1997, South Park é uma série que satiriza a sociedade norte americana, além dos costumes e valores da mesma. Em dezembro de 2013, iniciou-se uma epidemia que se alastrou pelo ocidente do continente africano. Alguns pesquisadores acreditam que o primeiro infectado fora uma criança que veio a falecer em 6 de dezembro do mesmo ano. Membros de sua família também faleceram após desenvolverem os mesmos sintomas. Estes eventos, que eram causados por vírus, foram se espalhando para as aldeias e vilarejos vizinhos na Guiné. No início de 2014, o ministro da saúde da Guiné informou sobre um surto de uma febre hemorrágica desconhecida, que havia matado 23 pessoas. Uma semana depois, a Organização Mundial da Saúde (OMS) informou que se tratava de um surto de ébola, e que havia casos suspeitos na Libéria e em Serra Leoa. Esta epidemia alastrou-se para a Nigéria e o Senegal, e também nos Estados Unidos, Espanha, Itália, Reino Unido. Em 8 de agosto de 2014, a OMS declarou estado de emergência internacional, que apenas foi retirado a 14 de janeiro de 2016..
A ideia para "Gluten Free Ebola" veio de Trey Parker e Matt Stone, que observavam com os companheiros de trabalho e a sociedade em geral os conceitos da dieta sem glúten. Isto tornou-se tão comum entre eles que aderiram à ideia e pensaram que seria divertido fazer um enredo zombando de si mesmos. Segundo pesquisas, quase 30 por cento da população adulta dos EUA estava cortando o consumo de glúten,, inclusive personalidades como Victoria Beckham, Miley Cyrus e Novak Djokovic. Durante a convenção Allergy and Free From em Londres, William Kremer, jornalista da BBC, constatou que a maioria dos visitantes do evento aderiram à dieta livre de glúten acreditando que isso os fará se sentir melhor. Tom Treverton, organizador do evento, apresentou um argumento semelhante: "é cada vez mais comum achar pessoas que querem cortar algo de sua dieta por outra razão - não porque são alérgicas, mas porque se sentem melhor quando o fazem, e acreditam que isso seja saudável". O médico Alessio Fasano, que atuou em diversos estudos para estabelecer uma dieta sem glúten afim de ajudar as pessoas que sofrem de doença celíaca, afirmou: "Deixar de ingerir glúten te priva de muitos elementos-chave em sua dieta, como vitaminas e fibras" e que qualquer dieta pode se tornar perigosa sem acompanhamento médico.

## Enredo
Seguindo os eventos de "Go Fund Yourself", o episódio inicia com o retorno de Kyle, Stan, Eric e Kenny para a escola, onde não são bem recebidos pelos colegas. Enquanto isso, em uma reunião, o Sr. Mackey se gaba sobre sua, recém-descoberta, dieta sem glúten e acaba irritando os funcionários, principalmente o professor Garrison. Visando reconquistar a popularidade novamente, Eric decide dar uma festa para uma "boa causa", escolhendo a diabetes de Scott Malkinson. Os garotos anunciam o evento em uma estação de rádio local. A diretora Victoria, que adotou a dieta sem glúten por influência do Sr. Mackey, liga para a rádio perguntando se haveria alimentos sem glúten na festa, deixando os meninos sem respostas. Mais tarde, no centro comunitário, um cientista do Departamento de Agricultura dos Estados Unidos (USDA) tenta explicar que os rumores sobre os males do glúten são falsos através da extração de glúten a partir de um pedaço de massa feito de trigo. O Sr. Mackey pressiona o cientista a consumir a amostra de glúten, a fim de apoiar suas reivindicações, ao que ele cumpre, começando de repente a morrer violentamente, colocando a cidade em pânico e o USDA em busca de uma resposta para acabar com a crise. Então, a cidade descarta todos os alimentos que contêm glúten, estragando a festa dos meninos.
Na residência da família Marsh, dois agentes do USDA encontram uma lata de cerveja no lixo. Desconhecendo a presença de trigo na cerveja, Randy é colocado em quarentena no restaurante do Papa John's com o professor Garrison e um civil não identificado. Em seguida, Eric tem um sonho com a Tia Jemima (uma paródia em referência à Mãe Abigail do romance A Dança da Morte (1978), de Stephen King), no qual ela diz-lhe que as pirâmides alimentares estão invertidas, porém, ele não compreende o que lhe é dito.
No restaurante, os três personagens em quarentena sofrem de fome. O indivíduo não identificado come as massas de pizzas que contêm glúten, pensando inocentemente que tudo não passava de uma armação. Logo depois, ele morre. Na estação de rádio, Stan, Kyle e Kenny anunciam o cancelamento da festa a fim de concentrarem seus esforços em alertar a população sobre os perigos do glúten. Os colegas de escola começam a fazer várias ligações telefônicas criticando os garotos. Eric também liga alegando saber a solução para a crise, tendo contatado o USDA dizendo que a pirâmide alimentar está de cabeça para baixo. Para sua surpresa, o novo sistema de dieta funciona e a crise é resolvida. O episódio se encerra com a festa se realizando.

## Repercussão
O episódio recebeu a nota C de Josh Modell, do jornal de entretenimento The A.V. Club, que achou o pânico para o fim do glúten "razoavelmente engraçado", mas sentiu que o episódio não tinha um enredo secundário. Chris Longo, para o blogue Den of Geek, atribuiu ao episódio 3 estrelas de um máximo de 5, duas para Scott Malkinson para que todos "fiquem cientes que ele ainda tem diabetes" e a outra para o sonho de Cartman com a Tia Jemima. Embora tenha ficado agradado pelo humor em sua crítica, Longo destacou a parceria de Kyle e Cartman, passagem que reforça a mentalidade de "nós contra o mundo" e ainda escreveu sobre o segmento mais engraçado do episódio, o sonho de Eric Cartman. Max Nicholson, contribuinte do portal IGN, atribuiu a nota 7 de um máximo de 10 ao episódio, elogiando o pânico causado pelos produtos com glúten, mas também ficou decepcionado com o enredo da organização da festa pelos meninos, observando que "os segmentos apresentados na estação de rádio estavam entre os menos engraçados dos episódios recentes de South Park." Brennan Carley, da revista Spin, criticou a sátira de Lorde, afirmando que a cantora nunca havia feito nada digno para ter atraído a ira dos criadores do desenho animado," ao que os roteiristas de South Park responderam com o enredo do episódio seguinte, intitulado "The Cissy", no qual um repórter chamado Brandon Carlile é caracterizado investigando o concerto da cantora e afirmando: "Seria uma pena se alguém estivesse... se divertindo às custas dela"